# IC 4945
IC 4945 је спирална галаксија у сазвјежђу Паун која се налази на листи објеката дубоког неба у Индекс каталогу.
Деклинација објекта је - 71° 0' 46" а ректасцензија 20h 11m 17,1s. Привидна величина (магнитуда) објекта IC 4945 износи 14,0 а фотографска магнитуда 14,8. Налази се на удаљености од 56,167 милиона парсека од Сунца. IC 4945 је још познат и под ознакама NGC 6876A, ESO 73-25, PGC 64222.